# سکالینا
سکالینا (به بلغاری: Skalina) یک منطقهٔ مسکونی در بلغارستان است که در شهرستان ژبل واقع شده‌است.